# 大広田村
大広田村（おおひろたむら）は、かつて富山県上新川郡にあった村。村名はかつての郷名広田と村内最大の大字である大村とを折衷して名付けられた。

## 地理
北側の一部は富山湾に面する。

## 沿革
- 1889年（明治22年）4月1日 - 町村制の施行により、上新川郡森村、大村、田畑村、中田村、千原崎村、上野村及び蓮町村の区域をもって、上新川郡大広田村が発足する。
- 1932年（昭和7年） - この年から翌1933年（昭和8年）にかけて東岩瀬町との合併論議が起こったが、当村が町村税率の高い東岩瀬町に合併する事に反対したため、実現しなかった[4]。また、1938年（昭和13年）7月7日にも合併の機運が起き[5]、東岩瀬町と合併についての懇談をしたが、不調に終わっている[4]。
- 1940年（昭和15年）9月1日 - 富山市に編入する。